# Sebastian Reuschel
Sebastian Reuschel (* 15. Januar 1988 in Erlabrunn) ist ein ehemaliger deutscher Nordischer Kombinierer und Skispringer.

## Werdegang
Reuschel wuchs in Johanngeorgenstadt im sächsischen Erzgebirge auf, wo er Mitglied des WSV 08 Johanngeorgenstadt wurde. Er  begann seine internationale Karriere 2002 bei Junioren-Wettbewerben, bevor er 2003 erstmals bei FIS-Rennen an den Start ging. Nach aufsteigenden Leistungen startete er ab 2006 im B-Weltcup. Bei der Junioren-Weltmeisterschaft 2007 in Tarvisio gewann er mit dem Team die Silbermedaille. Im Januar 2009 begann er mit dem Springen im Continentalcup der Nordischen Kombination. Am 28. November 2009 gab er in Kuusamo sein Debüt im Weltcup der Nordischen Kombination. Am 3. Januar 2010 gewann er in Oberhof mit dem 29. Platz erstmals Weltcup-Punkte. Mit den gewonnenen zwei Weltcup-Punkten beendete er die Saison punktgleich mit Jason Myslicki, Taylor Fletcher und Gašper Berlot auf dem 66. Platz der Weltcup-Gesamtwertung. Die Continentalcup-Saison beendete er auf dem 33. Platz der Gesamtwertung.
Reuschel beendete 2011 seine aktive Karriere.